# Iron Ridge, Wisconsin
Iron Ridge là một làng thuộc quận Dodge, tiểu bang Wisconsin, Hoa Kỳ. Năm 2006, dân số của làng này là 998 người.